# Diocesi di Pederodiana
La diocesi di Pederodiana (in latino Dioecesis Pederodianensis) è una sede soppressa e sede titolare della Chiesa cattolica.

## Storia
Pederodiana, forse identificabile con Oum-Federa, Fodra nell'odierna Tunisia, è un'antica sede episcopale della provincia romana di Bizacena.
Unico vescovo conosciuto di questa diocesi africana è Adeodato, il cui nome figura al 46º posto nella lista dei vescovi della Bizacena convocati a Cartagine dal re vandalo Unerico nel 484; Adeodato, come tutti gli altri vescovi cattolici africani, fu condannato all'esilio.
Dal 1933 Pederodiana è annoverata tra le sedi vescovili titolari della Chiesa cattolica; dal 25 febbraio 2023 il vescovo titolare è Federico Guillermo Wechsung, vescovo ausiliare di La Plata.

## Cronotassi

### Vescovi
- Adeodato † (menzionato nel 484)

### Vescovi titolari
- Alcides Mendoza Castro † (12 agosto 1967 - 5 ottobre 1983 nominato arcivescovo di Cusco)
- Fabián Marulanda López (15 luglio 1986 - 22 dicembre 1989 nominato vescovo di Florencia)
- Simon Ok Hyun-jjn (12 maggio 2011 - 19 novembre 2022 nominato arcivescovo di Gwangju)
- Federico Guillermo Wechsung, dal 25 febbraio 2023